# Menongue (municipio)
Menongue è una municipalità dell'Angola appartenente alla provincia di Cuando Cubango. Ha 280.846 abitanti (stima del 2006) ed una superficie di 23.565 km².